# 절망 레스토랑
《절망레스토랑》(絶望レストラン)은 2009년 8월 25일 킹 레코드에서 발매된 싱글 앨범이며, 애니메이션《안녕, 절망선생》의 삽입곡을 수록한 앨범이다.절망소녀들(고토 유코, 마츠키 미유, 사나다 아사미, 타니이 아스카.  오오츠키 켄지와 노래를 부른 절망소녀들과 멤버구성이 다르다.)이 불렀으며, 앨범 자켓디자인은 모리오카 히데유키가 하였다.

## 수록곡
1. 절망레스토랑(絶望レストラン) [4:17]
노래：고토 유코、마츠키 미유、사나다 아사미、타니이 아스카
작사：타다노 아츠미／작곡：하시모토 유카리
2. 금붕어의 입맞춤(金魚の接吻) [4:11]
노래：사나다 아사미, 타니이 아스카
작곡：타다노 아츠미／작곡 : 다이치 편곡 : youwitch
3. 절망레스토랑 Off Vocal(絶望レストラン 歌無し)
4. 금붕어의 입맞춤 Off Vocal(金魚の接吻 歌無し)